# Julián Bustamante Cabello
Julián Bustamante Cabello (Cerro de Pasco, 17 de febrero de 1920 - Lima, 1992) fue un empresario peruano. Fue fundador de Industrias Surge Peruana S.A., empresa dedicada a la fabricación y venta de cocinas industriales desde el año 1948. En el ámbito político, fue elegido como senador de la república bajos las filas de Cambio 90 para el periodo 1990-1995, siendo luego disuelto en 1992 tras el autogolpe de estado de Alberto Fujimori.

## Biografía
Julián Bustamante nació en la localidad de Cerro de Pasco, el 17 de febrero de 1920. Fue hijo de Federico Bustamante Llanos y de María Cabello Sánchez, siendo también hermano de Alicia Bustamante Cabello.
Desde los 10 años de edad se dedicó al ámbito laboral, donde posteriormente a los 21 año instaló su primera tienda de abarrotes. Ocho años después, Bustamante se trasladó a la ciudad de La Oroya, ubicado en Junín, y fundó la Industria Surge Peruana S.A., empresa dedicada a la fabricación y venta de cocinas industriales, siendo una de empresas de mayor éxito en el Perú desde su creación en el año 1948. Fue también fundador de Industrias Fénix S.A. e hizo diplomas de contabilidad e inglés de las Escuelas Americanas.
Debido a su éxito empresarial, fue invitado a dar charlas y seminarios en empresas, universidades, colegios e iglesias. También fue dirigente sindicalista.
En el año 1985, Julián Bustamante ganó el Premio IPAE y sus empresas posteriormente ganaron premios nacionales e internacionales, siendo también reconocido por el Estado Peruano con el otorgamiento de la Orden El Sol del Perú.

## Participación en la política

### Senador de la República
Julián Bustamante fue parte de la Iglesia Evangélica Peruana, donde en el año 1989 decidieron formar alianza para la creación del movimiento Cambio 90 liderado por el ingeniero Alberto Fujimori para participar en las elecciones del año 1990 como candidato presidencial. Bustamante fue aportante del partido y de la campaña presidencial de Fujimori, y aceptó participar en los comicios parlamentarios como candidato a la Cámara de Senadores del Congreso de la República con el número 3 de la lista, resultando elegido con 56,718 votos y juramentado por la Junta Preparatoria para el periodo parlamentario 1990-1995.
Dentro de su gestión como senador, Bustamante fue elegido como segundo vicepresidente de la Mesa Directiva del Senado bajo la presidencia de Máximo San Román para el lapso legislativo 1990-1991. Fue también miembro de la Comisión de Industria, Comercio y Turismo.
El 5 de abril de 1992, su cargo como senador fue disuelto tras el autogolpe de estado anunciado por Alberto Fujimori mediante un mensaje presidencial televisivo. Ante esto, Bustamante se apartó de Cambio 90 y se sumó a la oposición contra el cierre del Congreso de la República junto con los parlamentarios disueltos.

## Fallecimiento
Después de la nefasta disolución del Congreso de la República en 1992, Julián Bustamante falleció ese mismo año a los 72 años en la ciudad de Lima. Ante esto, fue homenajeado por los disueltos congresistas y miembros de la oposición al régimen de Fujimori. Fue también homenajeado en el año 2002 durante una conferencia del Congreso de la República con la participación de los congresistas disueltos.